# الرحبة الريحية تازة
مشروع الرحبة الريحية تازة  هو مشورع للطاقة تم إطلاقه في مدينة تازة المغربية بطاقة 150 ميغاواط، كالمرحلة الأولى من البرنامج المندمج للطاقة الريحية 1000 ميغاواط. وقد تم إطلاق هذا المشروع من طرف ONEE وشركائها في المشروع (شركة استثمار الطاقة SIE وصندوق الحسن الثاني للتنمية الاقتصادية والاجتماعية) بتاريخ 25 أكتوبر 2010. وسيتم تطوير هذا المشروع في إطار الإنتاج الخاص للكهرباء، هذا الإنجاز الجديد يندرج في إطار سياسة تطوير المنشآت المتعلقة بالتنمية الاقتصادية والاجتماعية للمنطقة، ويدخل في إطار الاستراتيجية الطاقية للمملكة التي تروم الى الرفع تدريجيا ومتواصل من حصة الطاقات المتجددة في الانتاج الكهربائي الى 52 في المائة في أفق 2030.

## المواصفات الطاقية للرحبة
- - القدرة المنشأة                               : 150 ميغاواط
- -  الإنتاج السنوي                              : 540 جيغاواط سنويا
- - انبعاثات ثنائي اوكسيد الكربون المتجنبة : 300000 طن سنويا

- - مناصب الشغل                              : 406 مناصب مباشرة  406 (380 في مرحلة البناء و 26 في مرحلة التشغيل)

## تكلفة المشروع
كانت الوكالة المغربية للطاقة المستدامة والمكتب الوطني للكهرباء والماء الصالح للشرب ومؤسسة كهرباء فرنسا للطاقات المتجددة الى جانب مجموعة (ميتسو أند كو) قد اطلقوا بناء الشطر الأول من مجمع الطاقة الريحية لتازة المتواجد على بعد حوالي 15 كلم شمال غرب المدينة، بغلاف مالي استثماري قدر بحوالي 1.5 مليار درهم ، يحوز فيه كلا الشريكين الفرنسي والياباني على التوالي 60 و 40 في المائة من المساهمات الخاصة في المشروع، و يشكلان معا 65 في المائة من رأسمال شركة المشروع. أما الجانب العمومي المغربي الذي يمثله المكتب الوطني للكهرباء والماء الصالح للشرب والوكالة المغربية للطاقة المستدامة وصندوق الحسن الثاني فيحوز 35 في المائة.

## التقدم الحاصل في المشروع
- تم منح الترخيص المؤقت لشركة EDF-Energies Nouvelles Maroc (EDF-EN)
- الانتهاء من اقتناء الوعاء العقاري
- المشروع قيد التطوير
- سيتم تنفيذ المشروع على مرحلتين. المرحلة الأولى: 87 ميغاوات والمرحلة الثانية: 63 ميغاوات
تشغيل الشطر الأول ، المكون من 27 عنفة ريحية سيعمل بطاقة 87 ميغاوات، من مجموع 150 ميغاوات هي طاقة المجمع الريحي ككل. وسيعادل انتاج المجمع ، الاستهلاك السنوي من الكهرباء ل 350 ألف شخص، أي حوالي 70 في المائة من ساكنة إقليم في حجم تازة.